# Polityka certyfikacji
Polityka certyfikacji – dokument określający zasady, według których urząd certyfikacji (CA – Certificate Auhority) wydaje certyfikaty swoim klientom.
Zasady wydawania certyfikatów mogą być diametralnie różne dla różnych CA lub dla różnych poziomów certyfikatów wydawanych przez jednego CA. Od braku jakiegokolwiek potwierdzenia danych (np. certyfikaty testowe), poprzez sprawdzenie autentyczności adresu poczty elektronicznej, żądanie dostarczenia dokumentów faksem, aż do wymogu osobistej weryfikacji tożsamości w punkcie rejestracyjnym, lub u notariusza. Polityka określa również zakres odpowiedzialności CA, częstotliwość publikowania list
CRL.